# Pieter Nicolaas Höweler
Pieter Nicolaas Höweler (Amsterdam, 5 november 1891 – 9 januari 1977) was een Nederlands politicus van de ARP.
Hij werd geboren als zoon van Pieter Nicolaas Höweler (1855-1923; koopman) en Jacoba van Beek (1859-1932). Hij was gedurende de Eerste Wereldoorlog gemobiliseerd en is daarna aan de Vrije Universiteit afgestudeerd in de rechten. Vervolgens was hij volontair bij de gemeentesecretarie van Nieuwer-Amstel. In 1924 werd Höweler benoemd tot burgemeester van Klundert en in 1939 volgde zijn benoeming tot burgemeester van Rijnsburg. Op 31 augustus 1941 (verjaardag van Koningin Wilhelmina) was de Wilhelminaboom in Rijnsburg versierd en braken er rellen uit. Een dag later werd burgemeester Höweler met tientallen anderen door de Duitsers gearresteerd. Rijnsburg kreeg een NSB'er als burgemeester. Na bijna twee maanden gevangenschap kwam Höweler weer vrij maar kort daarop werd hij als gijzelaar door de Duitse bezetters geïnterneerd in Kamp Sint-Michielsgestel. Nadat hij daar eind 1943 weg mocht, dook hij onder. Na de bevrijding werd hij weer burgemeester van Rijnsburg wat hij tot zijn pensionering in december 1956 zou blijven.
Höweler trouwde in 1930 met de predikantsdochter en lerares Engels dr. Alida Alberdina Sibbellina Wieten (1892-1973) die in 1926 was gepromoveerd op Mrs. Radcliffe - Her relation towards romanticism. with an appendix on the novels falseley ascribed to her en uit welk huwelijk geen kinderen geboren werden. Hij overleed in 1977 op 85-jarige leeftijd waarna de begrafenis plaatsvond in Rheden.